# Sozusagen!
Sozusagen! Bemerkungen zur deutschen Sprache ist eine Hörfunksendung des Bayerischen Rundfunks (BR). Das Sprachwissenschaftliche Magazin läuft im Kulturleben am Donnerstag ab 14:05 Uhr auf Bayern 2 und danach als Podcast.
Die Sendung widmet sich der Grammatik, Syntax und Semantik von Sprache. Es werden Eigenheiten – zumeist der deutschen – Sprache vorgestellt. Dabei werden auch lokale Unterschiede in den Dialekten (auch aus der Schweiz und Österreich) genauso berücksichtigt wie Sprachtrends in anderen Sprachen.
Häufig ist Werner Müller, der auch als der Sprachpfleger des Senders bezeichnet wird, als Gast im Studio vertreten. Mit Müller, dem „Gymnasiallehrer für Deutsch und Latein“, werden Leserbriefe zu Merkwürdigkeiten der deutschen Sprache beantwortet. In unregelmäßigen Abständen werden weitere Gastbeiträge in der Kolumne Zwischenspeicher gesendet. Als Autor wirkte auch Wiglaf Droste mit.